# Amnesty International
Amnesty International – międzynarodowa organizacja pozarządowa, której celem jest zapobieganie naruszeniom praw człowieka poprzez wszelkie pokojowe akcje obywatelskie – od organizowania pisania listów do rządów krajów łamiących te prawa, poprzez publikowanie informacji o takich naruszeniach, po realną pomoc finansową i prawną poszkodowanym osobom.
Organizacja jest laureatem Pokojowej Nagrody Nobla z 1977 roku za „wkład w umacnianie podstaw wolności, sprawiedliwości, a tym samym pokoju na całym świecie”.
Amnesty International finansuje swoją działalność głównie ze składek członkowskich i darowizn od osób indywidualnych i firm.
Zasadami działania Amnesty International są uniwersalność i niepodzielność praw człowieka, bezstronność i niezależność, solidarność międzynarodowa i skuteczne działania na rzecz konkretnych osób, których prawa zostały złamane. Organizacja jest niezależna politycznie i finansowo. W wielu krajach (głównie tych, które często represjonują swoich obywateli) oskarżana jest o wspieranie USA i Europy Zachodniej i propagowanie ich idei. Amnesty protestuje przeciwko torturom i przetrzymywaniu ludzi przez USA w Guantanamo.
Amnesty International twierdzi, że wspiera obecnie ponad 10 mln osób w 150 krajach świata. Sekretariat Międzynarodowy Amnesty International znajduje się w Londynie, ale organizacja posiada biura regionalne w Afryce, Ameryce, Azji, Europie i na Bliskim Wschodzie (m.in. Johannesburg, Dakar, Nairobi, Meksyk, Bangkok, Hongkong, Bejrut, Bruksela).
Do końca 2009 Sekretarz Generalną Amnesty International była Irene Khan, jej następcą był Salil Shetty, w latach 2018–2020 funkcję tę pełnił Kumi Naidoo, w 2021 została nim Agnes Callamard. Nieoficjalnym hymnem organizacji jest piosenka „One” zespołu U2.

## Historia

### Geneza

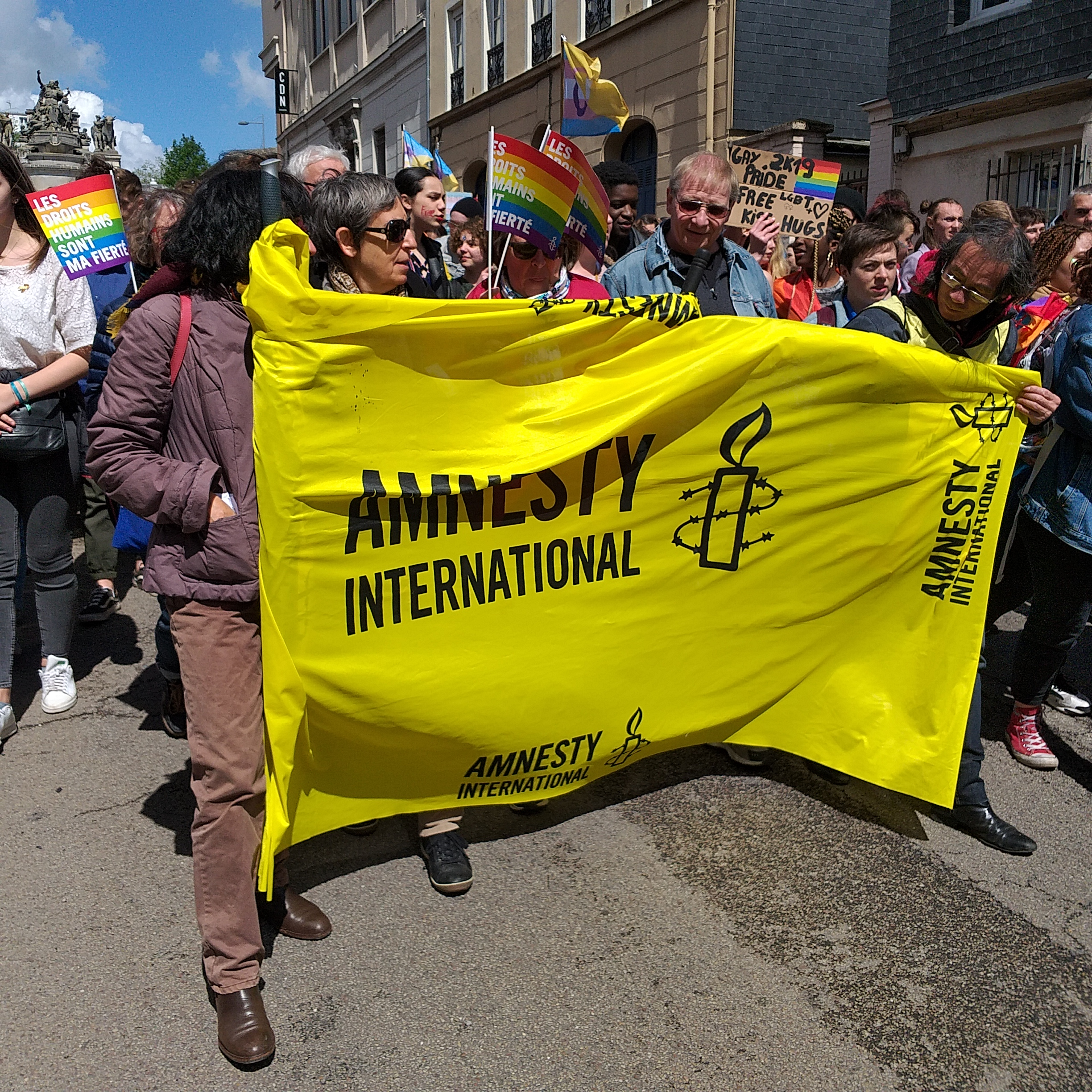
Symbol Amnesty International

Początki Amnesty International sięgają 1960 roku, kiedy brytyjski prawnik Peter Benenson przeczytał w prasie o dwóch portugalskich studentkach skazanych na 7 lat więzienia za wzniesienie toastu za wolność. W 1961 roku w londyńskim tygodniku „The Observer” pojawił się jego artykuł „Zapomniani więźniowie” wzywający do solidarnego działania w obronie więźniów sumienia (osób więzionych za wyrażanie swoich poglądów, które nie stosowały przemocy ani nie nawoływały do nienawiści) oraz do sprzeciwu wobec łamania praw zawartych w Powszechnej Deklaracji Praw Człowieka przez rządy wielu państw.

### Rozwój ruchu międzynarodowego

Krajowe oddziały Amnesty International w 2012 roku

W lipcu 1961 roku odbyło się międzynarodowe spotkanie sympatyków apelu Petera Benensona, na którym podjęto decyzję o „utworzeniu międzynarodowego ruchu na rzecz obrony wolności wyrażania opinii i wyznawania religii”.
W londyńskiej dzielnicy Mitre Court powstały biuro i biblioteka gromadząca informacje o naruszeniach praw człowieka: w 1962 roku udokumentowano już 1200 takich spraw.
Pierwsze grupy powstały w Wielkiej Brytanii, RFN, Holandii, Włoszech oraz Szwajcarii i działały przez tzw. „sieć trójek” – każda z nich zajmowała się trzema więźniami sumienia z trzech głównych obszarów polityczno-ekonomicznych świata: państw kapitalistycznych, socjalistycznych i rozwijających się.
W ciągu kolejnych lat następował rozwój struktur organizacji, która na konferencji belgijskiej w 1962 roku przyjęła nazwę Amnesty International. W tym samym roku powstał Fundusz Więźniów Sumienia pomagający więźniom i ich rodzinom. zaś rok później Międzynarodowy Komitet Wykonawczy (IEC), Sekretariat Międzynarodowy (siedziba Amnesty International) oraz Biuro Badawcze, które na bieżąco śledzi losy więźniów.
Amnesty International szybko zyskiwała międzynarodowe znaczenie. Już w 1962 roku nowe grupy powstały w Norwegii, Szwecji, Danii, Belgii, Grecji, Australii, Irlandii i Stanach Zjednoczonych. Organizacja uzyskała statusy konsultacyjne przy ONZ (1964), Radzie Europy (1965) i UNESCO (1969).

### Pierwsza Pilna Akcja
Pilne Akcje to wezwania do działania w sprawie osoby lub grupy osób, o której wiadomo, że jej prawa zostały złamane i potrzebna jest natychmiastowa reakcja opinii publicznej. Pierwsza miała miejsce w 1973 roku i dotyczyła brazylijskiego profesora Luiza Basilio Rossi, aresztowanego z powodów politycznych.

### Misje i kampanie w obronie praw człowieka

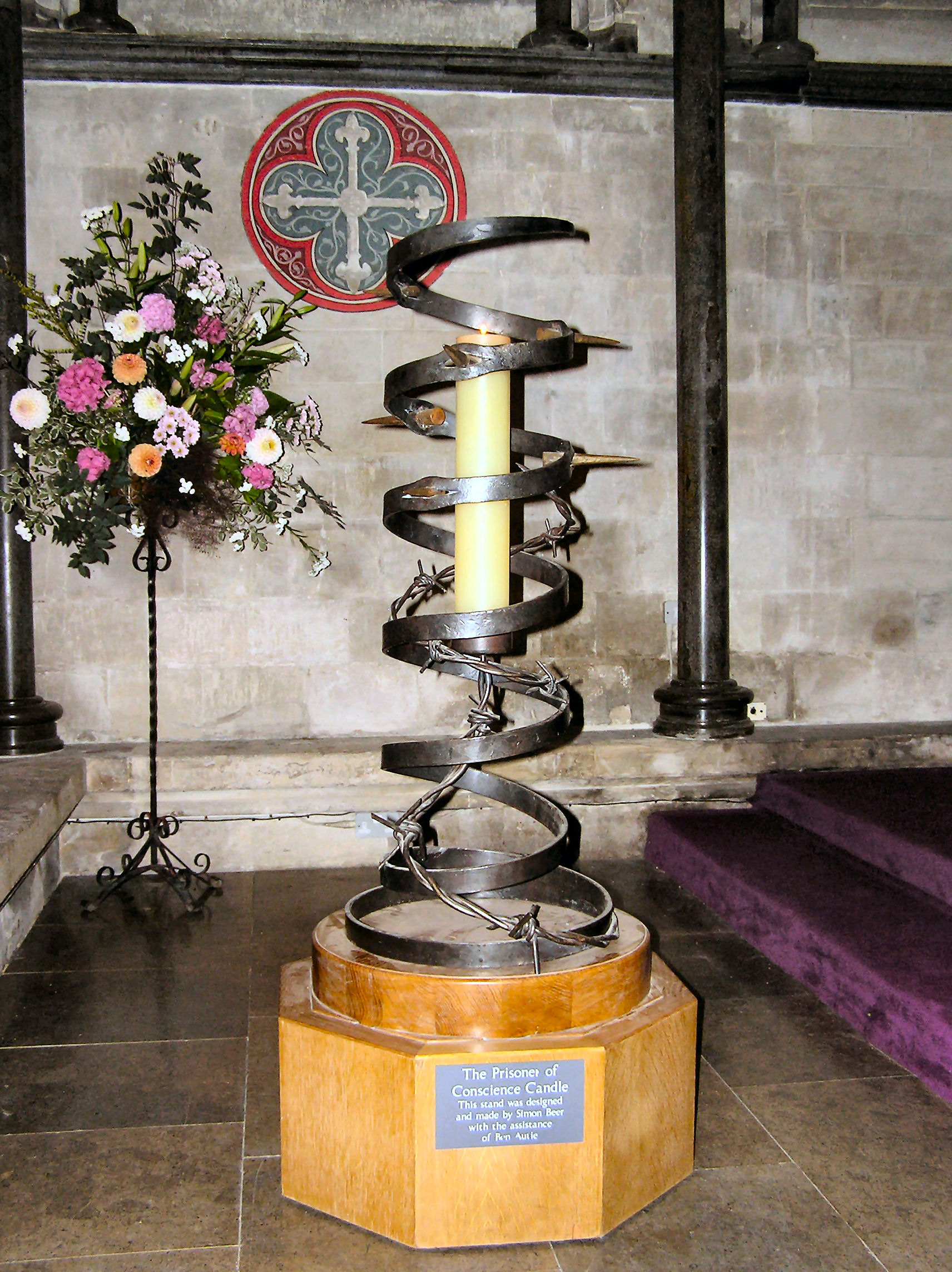
Świeca AI w katedrze w Salisbury

Pierwsze wizje lokalne Amnesty International miały miejsce w Ghanie, Czechosłowacji, Portugalii i NRD w 1962 roku.
W 1973 roku rząd chilijski zezwolił organizacji na przeprowadzenie na miejscu dochodzenia w sprawie oskarżeń o masowe naruszanie praw człowieka. Rok później ukazał się raport opisujący prześladowania, tortury i egzekucje za rządu Pinocheta.
Kolejne światowe akcje w obronie praw człowieka dotyczyły:
- Afryki Południowej, Paragwaju, Pakistanu i Tanzanii (1977),
- Korei Południowej, Kostaryki, Turcji (1980),
- Afganistanu i Chile (1986),
- Sri Lanki i w Birmy (1990),
- Jugosławii i Peru (1991),
- Bośni i Hercegowiny, Indonezji i Kolumbii (1994),
- Turcji i Chin (1996),
- Bośni i Hercegowiny (1998),
- Arabii Saudyjskiej (2000).

W 1983 roku opublikowano specjalny raport na temat zabójstw politycznych popełnianych na zlecenie rządów.
W 1994 roku rozpoczęła się światowa kampania przeciwko zaginięciom i zbrodniom politycznym pod hasłem „Życie w cieniu kłamstwa”.

### Kampanie przeciwko karze śmierci
Od 1981 prowadzone są kampanie przeciw karze śmierci.
W 1987 AI wydało raport stwierdzający, że stosowanie kary śmierci w Stanach Zjednoczonych jest niezgodne z międzynarodowymi postanowieniami, decyzje o jej stosowaniu mają często podłoże rasistowskie i są wydawane arbitralnie.
W 1989 roku ukazało się studium na temat kary śmierci „Kiedy państwo zabija”.
Kolejne kampanie dotyczyły krajów bałtyckich w 1993 i pozostałych byłego Związku Radzieckiego w 1995 roku.
Amnesty International co roku publikuje raport dotyczący stosowania kary śmierci na świecie. Według danych podanych przez organizację w 2016 r. karę śmierci wykonano w 23 krajach na co najmniej 1032 osobach, zaś w 2015 r. wykonano 1634 egzekucje w 25 krajach na świecie, co stanowiło znaczący wzrost.
Większość egzekucji wykonano kolejno w Chinach, Iranie, Arabii Saudyjskiej, Iraku i Pakistanie: liczba wyroków kary śmierci w Chinach nie jest znana, gdyż dane te stanowią tajemnicę państwową. 20 egzekucji, które przeprowadzono w 2016 r. w Stanach Zjednoczonych, to najmniejsza liczba wykonanych w tym kraju wyroków śmierci od 1991 roku.
141 kraje na świecie, czyli ponad połowa wszystkich krajów świata, to zwolennicy abolicji wedle prawa bądź w praktyce. W 2016 r. karę śmierci zniesiono w 2 krajach – w Beninie i Nauru. Łącznie karę śmierci zniosły 104 kraje, czyli większość państw na świecie. W 1997 r. zaledwie 64 kraje w ogóle nie stosowały kary śmierci.

### Koncerty

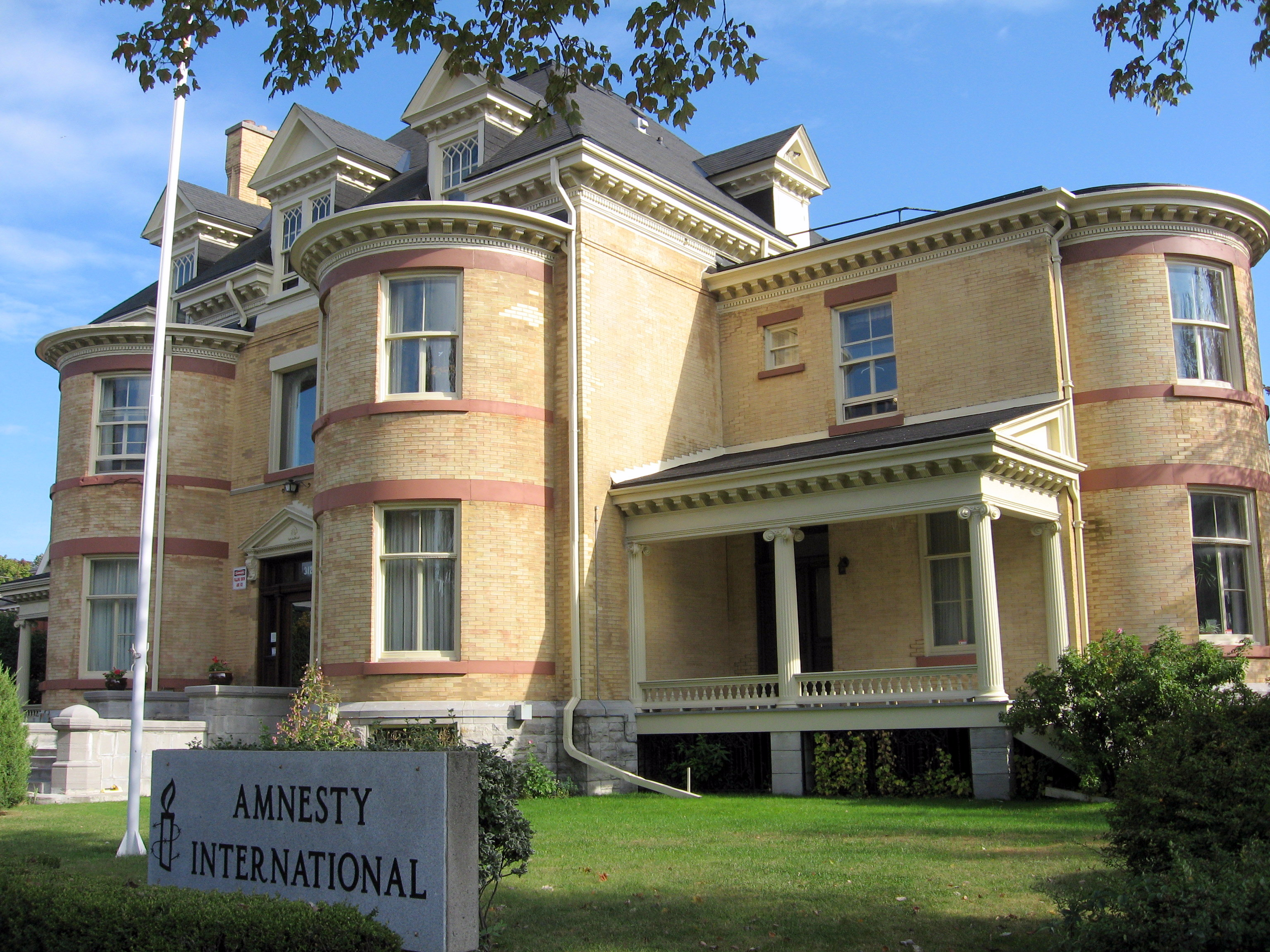
Goodwin House – siedziba kanadyjskiej AI w Ottawie

W 1976 roku odbył się pierwszy koncert charytatywny pt. Secret Policeman’s Ball z Johnem Cleese’em i grupą Monty Pythona. Kolejne miały miejsce w latach: 1977, 1978, 1981 i 1987. Wzięli w nich udział m.in. Peter Gabriel, Duran Duran, Mark Knopfler, Eric Clapton i Phil Collins.
W 1986 roku amerykańska sekcja AI zorganizowała wielki rockowy koncert pt. „Spisek na rzecz Nadziei”, w którym udział wzięli m.in. Sting, U2, Bryan Adams, Peter Gabriel, Lou Reed, The Neville Brothers.
W 1988 roku rozpoczęła się trasa koncertowa pod hasłem „Prawa Człowieka Teraz!”, obejmująca 18 miast w 15 krajach. Uczestniczyli w niej m.in. Sting oraz Bruce Springsteen.

### Nagrody
W listopadzie 1977 roku w Oslo Amnesty International otrzymało Pokojową Nagrodę Nobla za wkład w „umacnianie podstaw wolności, sprawiedliwości a tym samym pokoju na całym świecie”.
Rok później organizacja odebrała Nagrodę Praw Człowieka ONZ za „szczególny wkład w ochronę praw człowieka”, a w 2001 roku The Revolution Awards 2001 za „najlepsze wykorzystanie internetu w obronie praw człowieka”.
W 1994 roku muzyczna stacja MTV doceniając wkład organizacji w rozwój praw człowieka uhonorowała ją nagrodą Free Your Mind.

## Cele i metody działania

### Wizja
Wizją Amnesty International jest świat, w którym wszystkie prawa zawarte w Powszechnej Deklaracji Praw Człowieka i innych dokumentach międzynarodowych oraz standardach są przestrzegane w stosunku do jednostki ludzkiej. Aby zrealizować tę wizję, misją Amnesty International jest prowadzenie badań i działań na rzecz zapobiegania i zaprzestania naruszeń prawa do fizycznej i psychicznej integralności, wolności sumienia i wyrażania się oraz wolności od dyskryminacji, w kontekście promocji wszystkich praw człowieka.

### Metody działania
Cele te są realizowane przez następujące działania:
- Wysyłanie kilkuosobowych grup badaczy i badaczek dla oceny sytuacji poszczególnych represjonowanych osób i ew. pomocy tym osobom na miejscu. Zasadą jest tutaj wysyłanie osób z innego kraju niż kraj, w którym dochodzi do represji. Amnesty International nie przyjmuje i nie wymaga od swoich członków informacji na temat własnego kraju, aby nie być posądzonym o szpiegostwo.
- Organizowanie dużych ogólnoświatowych akcji i kampanii medialnych nakierowanych na jeden konkretny problem, który wydaje się mieć szczególne znaczenie w danym momencie, np. niepokojąca sytuacja w jednym z państw, ochrona praw uchodźców bądź sprzeciw wobec stosowania tortur.
- Tworzenie i publikowanie dorocznych raportów ze stanu przestrzegania praw człowieka na całym świecie (raport roczny).

### Pilne Akcje

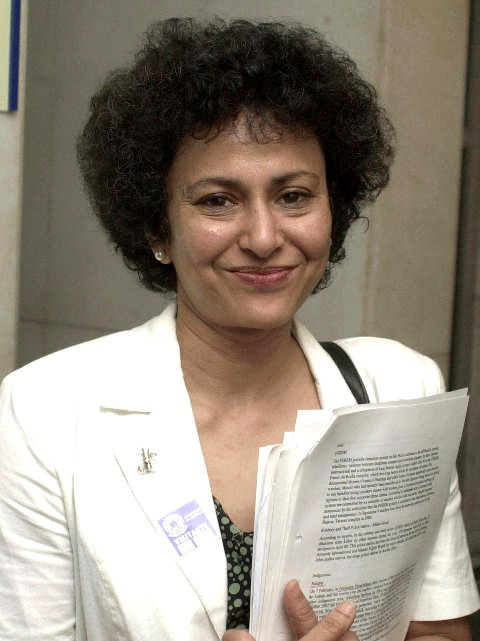
Irene Khan, sekretarz generalna Amnesty International (2001–2009).

„Pilne akcje” to ogólnoświatowe akcje ogłaszane przez Amnesty International, polegające na wysyłaniu listów – apeli w sprawie osób, których podstawowe prawa są zagrożone lub łamane. Dotyczą one m.in. osób zagrożonych egzekucją lub torturami, aresztantów pozbawionych kontaktu z prawnikiem, rodziną albo opieki medycznej oraz więźniów sumienia.
Podstawą każdej Pilnej Akcji jest krótki tekst składający się z opisu historii danej osoby, wskazówek dotyczących treści apelu oraz adresów, na które należy go wysłać. Język listu może być dowolny, przy czym jeżeli nie jest to angielski ani język urzędowy danego kraju, sugerowane jest podkreślenie nazwiska osoby, w sprawie której się pisze.
Z danych Amnesty International wynika, że dzięki Pilnym Akcjom udało się w ciągu ostatnich 30 lat uratować 16 600 osób.

### Maraton Pisania Listów[9]
Maraton Pisania Listów jest największą akcją na rzecz praw człowieka. Odbywa się corocznie w weekend w okolicach 10 grudnia, kiedy obchodzony jest Międzynarodowy Dzień Praw Człowieka. Akcja została zapoczątkowana przez warszawska grupę lokalną Amnesty International, ale bardzo szybko stała się wydarzeniem o zasięgu globalnym.
Liczba listów pisanych w trakcie kolejnych maratonów systematycznie wzrasta. W 2016 roku w Polsce napisano 356 645 listów i apeli, a na całym świecie ponad 4,6 mln.
Celem Maratonu Pisania Listów jest wysłanie jak największej ilości listów i innych apeli (e-maili, faxów) do odpowiednich władz we wskazanych krajach, tak by skierować ich uwagę na naruszenia praw człowieka. Co roku listy pisane są w sprawie kilku lub kilkunastu osób, których prawa zostały złamane. Oprócz apelowania do władz, podczas Maratonu wysyłane są także listy solidarnościowe do osób lub społeczności, których prawa człowieka są naruszane.
Bohaterowie i bohaterki Maratonu, w sprawie których pisane są listy, często odzyskują wolność lub ich sytuacja się poprawia.

### Liczba napisanych listów w Polsce
2001–2010
| Rok    | 2001 | 2002 | 2003 | 2004   | 2005   | 2006   | 2007   | 2008   | 2009    | 2010    |
| Liczba | 2326 | 7409 | 9743 | 13 973 | 16 602 | 21 897 | 41 864 | 78 639 | 108 026 | 135 305 |

2011–2016
| Rok    | 2011    | 2012    | 2013    | 2014    | 2015    | 2016    |
| Liczba | 145 195 | 182 957 | 214 472 | 268 703 | 270 235 | 356 645 |

### Aktualne globalne kampanie

#### Odważni[10]
Kampania poświęcona obrońcom i obrończyniom praw człowieka na świecie.
Według Amnesty International w 2016 roku 281 osób zostało zabitych za obronę praw człowieka, w 2015 – 156 osób. W 22 krajach w 2016 roku ludzie byli zabijani za pokojową obronę praw człowieka. Ponad 75% zabójstw obrońców i obrończyń praw człowieka w 2016 roku miało miejsce w Amerykach.

#### Witamy[11]
Kampania poświęcona sytuacji uchodźców i migrantów na świecie.

### Historyczne kampanie[12]

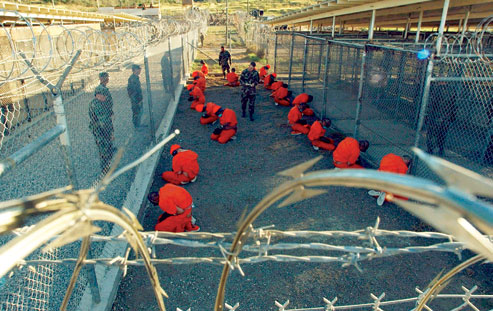
Więźniowie przetrzymywani w Guantanamo

- „Prawa Człowieka Pod Murem Chińskim” – postulaty przestrzegania praw człowieka w Chinach w związku z organizowanymi tam w 2008 letnimi Igrzyskami Olimpijskimi. Kampania dotyczyła czterech zasadniczych kwestii: kary śmierci, przetrzymywania bez prawa do procesu sądowego, sytuacji obrońców praw człowieka oraz cenzury Internetu.
- „Darfur Nie Może Już Czekać” – kampania nakierowana na kryzys humanitarny w Darfurze. W latach 2003–2008 w wyniku konfliktu zbrojnego zginęło tam ponad 90 tys. ludzi, 200 000 zmarło z przyczyn związanych z konfliktem, a ponad 2 mln musiało opuścić swoje domy. Działania społeczności międzynarodowej (ONZ i UA) nie przyniosły dotychczas wymiernych rezultatów w zaprowadzeniu pokoju i ochronie ludności cywilnej.
- „Stop Przemocy Wobec Kobiet” – przemoc wobec kobiet została określona przez AI mianem „katastrofy praw człowieka o zasięgu światowym”, stąd inspiracja do działań w ich obronie[13].
- „Stop Torturom w Wojnie z Terroryzmem” – akcja wymierzona przeciwko więzieniu Guantanamo, symbolowi znacznych naruszeń praw człowieka przez Stany Zjednoczone. Od 2002 roku przetrzymywano tam setki osób – często bez dostępu do sądu, opieki medycznej i możliwości odwiedzin rodziny. Prawdopodobnie wielu z nich było torturowanych oraz traktowanych w okrutny i poniżający sposób.
- „Broń pod Kontrolą” – kampania we współpracy z Oxfam i IANSA (The International Action Network on Small Arms) na rzecz kontroli przepływu broni oraz ograniczenia jej rozpowszechniania i nadużywania.
- „Świat Wolny od Kary Śmierci” – nadrzędnymi celami kampanii są: przedłużenie o rok moratorium na wykonywanie kary śmierci oraz zmiana konkretnych wyroków śmierci na inne wyroki.

## Krytyka
Krytyka Amnesty International dotyczy zbyt wysokiej odprawy dla byłej Sekretarz Generalnej, niedostatków w ochronie pracowników poza centralą organizacji, jednoczenia sił z organizacjami o wątpliwych dokonaniach w sprawach ochrony praw człowieka, stronniczości ideologicznej dotyczącej polityki wobec krajów spoza wpływów Zachodu i polityki Amnesty International w sprawie aborcji.

## Sekretarze Generalni Amnesty International
- 1961–1966: Peter Benenson (Wielka Brytania)
- 1966–1968: Eric Baker (Wielka Brytania)
- 1968–1980: Martin Ennals (Wielka Brytania)
- 1980–1986: Thomas Hammarberg (Szwecja)
- 1986–1992: Ian Martin (Wielka Brytania)
- 1992–2001: Pierre Sané (Senegal)
- 2001–2009: Irene Khan (Bangladesz)
- 2010–2018: Salil Shetty (Indie)
- 2018–2020: Kumi Naidoo (Republika Południowej Afryki)
- 2020–2021 (tymczasowo): Julie Verhaar
- od 2021: Agnès Callamard (Francja)

## Amnesty International a Kościół katolicki
Kościół katolicki i Amnesty International wielokrotnie mówiły jednym głosem, m.in. w sprawie kary śmierci i więźniów sumienia, jednak po decyzji Rady Amnesty z sierpnia 2007 roku o podjęciu starań o zapewnienie kobietom dostępu do „bezpiecznej, legalnej aborcji w przypadkach, gdy ciąża jest niechciana i pochodzi z gwałtu, napaści na tle seksualnym lub kazirodztwa”, Watykan wezwał katolików do zaprzestania wspierania organizacji.

## Amnesty International w Polsce
Amnesty International była obecna w Polsce od połowy lat 70. Jej pierwsza polska akcja dotyczyła obrony robotników represjonowanych w Ursusie i Radomiu w 1976 roku. Wśród Polaków bronionych przez AI jako więźniowie sumienia byli: Seweryn Blumsztajn, Bogdan Borusewicz, Mirosław Chojecki, Władysław Frasyniuk, Waldemar Fydrych, Bronisław Geremek, Andrzej Gwiazda, Marian Jurczyk, Jerzy Kropiwnicki, Jacek Kuroń, Jan Józef Lipski, Bogdan Lis, Jan Lityński, Antoni Macierewicz, Adam Michnik, Kazimierz Mijal, Andrzej Milczanowski, Leszek Moczulski, Karol Modzelewski, Kornel Morawiecki, Grzegorz Palka, Janusz Pałubicki, Józef Pinior, Zofia Romaszewska, Zbigniew Romaszewski, Jan Rulewski, Andrzej Słowik, Kazimierz Świtoń, Romuald Szeremietiew, Anna Walentynowicz, Henryk Wujec i kilkuset innych.
Polska struktura Amnesty International powstała w 1989 roku (choć jeszcze przed upadkiem PRL-u „Biuletyn Amnesty International” z informacjami ze świata wydawał po polsku Ruch Wolność i Pokój). W latach 1991–1995 prezeską polskiego AI była Małgorzata Tarasiewicz.
Obecnie polska Amnesty International ma 8000 członków i sympatyków, działa 12 grup lokalnych, 7 edukacyjnych i ponad 100 grup szkolnych. Prezeską polskiej sekcji Amnesty International jest Urszula Skonecka, a w skład zarządu wchodzą także: Maciej Czapliński, Katarzyna Dobrakowska, Anna Dolińska, Monika Klimkowska, Rafał Panecki, Michał Szymanderski-Pastryk. Największą przeprowadzaną corocznie akcją polskiej sekcji Amnesty International jest Maraton Pisania Listów.
Od 2008 roku Amnesty International Polska jest członkiem Polskiej Koalicji Social Watch.
- W 2017 roku Amnesty International opublikowało raport Polska: Demonstracje w obronie praw człowieka, który dokumentuje przypadki stosowania wobec protestujących inwigilacji, nękania i ścigania sądowego w celu rozpraszania i zapobiegania organizowaniu masowych protestów. Od 2016 roku tysiące obywateli brały udział w pokojowych zgromadzeniach przeciwko propozycjom represyjnego ustawodawstwa, które ograniczało prawa kobiet i zagrażało rządom prawa. Raport pokazuje, jak władze Polski podejmują próby zdławienia pokojowych protestów, co w oczywisty sposób ma zniechęcić ich uczestników do udziału w przyszłych demonstracjach[20].
- W 2018 roku Amnesty International opublikowało raport Moc ulicy. W obronie wolności pokojowych zgromadzeń w Polsce, który opisuje największe zagrożenia dla wolności zgromadzeń w Polsce: nadmierne używanie siły przez policję, rosnąca liczba postępowań karnych wszczynanych wobec osób korzystających z wolności zgromadzeń, przypadki wykorzystania zwiększonych uprawnień służb porządku publicznego do inwigilacji osób protestujących oraz ograniczanie niezależności sądów[21].

## Pióro Nadziei
Pióro Nadziei to nagroda przyznawana od 2002 roku przez Amnesty International Polska za najlepszy tekst poświęcony prawom człowieka. W ubiegłych latach w jury zasiadali znani dziennikarze (m.in. Konstanty Gebert, Piotr Zaremba, Ewa Siedlecka, Joanna Podgórska, Krystyna Kurczab-Redlich) oraz ludzie nauki i kultury (m.in. były Rzecznik Praw Obywatelskich Andrzej Zoll czy Roman Kuźniar). Autorką wręczanej laureatom statuetki – pióra otoczonego drutem kolczastym – jest Iwona Lifsches.
Od 2015 roku zmieniono formułę nagrody. Nagradzane są osoby, które zwracają uwagę opinii publicznej na przypadki łamania praw człowieka, odznaczają się społecznym zaangażowaniem w swojej pracy medialnej, przyczyniają się do pozytywnej zmiany na rzecz przestrzegania praw człowieka. Laureatami nagrody mogą zostać dziennikarze/ dziennikarki, ale także osoby pracujące z mediami, np. pisarze, blogerzy, twórcy kampanii medialnych. Twórcami wyjątkowej statuetki, przeźroczystego pióra z zatopionym w środku drutem kolczastym, przymocowanego do betonowego etui, jest agencja Fat Baby.
| Rok  | Laureat                 | Tytuł pracy                                         | Tematyka                                                                           |
| ---- | ----------------------- | --------------------------------------------------- | ---------------------------------------------------------------------------------- |
| 2002 | Andrzej Goszczyński     | Mały świadek                                        | Sytuacja dzieci zeznających w polskich sądach                                      |
| 2003 | Krystyna Kuczab-Redlich | Demokracja z krwi i kości                           | Sytuacja społeczno-polityczna w Czeczenii                                          |
| 2004 | Natalia Bloch           | Nie jesteśmy Buddami                                | Studium tybetańskiego ruchu na uchodźstwie                                         |
| 2006 | Maria Kruczkowska       | Świat bez kobiet                                    | Prawa kobiet w Indiach i Chinach                                                   |
| 2007 | Tomasz Kwaśniewski      | Gej i lesbijka uczą dzieci twoje                    | Doświadczenia nauczycieli-homoseksualistów w Polsce                                |
| 2008 | Jacek Żakowski          | Kajdany Dalajlamy                                   | Możliwość wpływu społeczności międzynarodowej na sytuację praw człowieka w Chinach |
| 2009 | Bartek Dobroch          | cykl Górale dla Tybetu                              | Tybetańska diaspora w Indiach i Nepalu                                             |
| 2010 | Agnieszka Fiedorowicz   | Kochajcie donosicieli, kochajcie do jasnej cholery! | Działalność whistleblowerów                                                        |
| 2010 | Joanna Podgórska        | Daleko od szosy                                     | Problemy ubóstwa, praw człowieka oraz praw kobiet                                  |